# The Bathroom Wall
The Bathroom Wall é o álbum de estreia do comediante estadunidense Jimmy Fallon, lançado em 27 de agosto de 2002. As primeiras cinco faixas do álbum consistem em gravações de estúdio, com o restante consistindo em material de stand-up ao vivo. O álbum é mais notável pela canção "Idiot Boyfriend" e seu videoclipe, no qual a atriz e cantora/compositora Zooey Deschanel aparece no papel de namorada de Fallon.

## Recepção
| Críticas profissionais | Críticas profissionais |
| Avaliações da crítica  | Avaliações da crítica  |
| Fonte                  | Avaliação              |
| ---------------------- | ---------------------- |
| Rolling Stone          | [ 1 ]                  |
| Allmusic               | [ 2 ]                  |

### Avaliações
Allmusic descreveu-o como um "mix tape de brigas no ensino médio, mau desempenho atlético e experimentação universitária de Fallon combinados com uma dose de caos do rock & roll".
A Rolling Stone gostou dos "quinze minutos de canções" e chamou "Idiot Boyfriend" de "a segunda melhor paródia de Prince de todos os tempos, depois de 'Debra', de Beck"; o resto do álbum foi "preenchido com stand-up idiota sobre a vida universitária, imitações de celebridades e trolls."

### Prêmios
The Bathroom Wall foi indicado ao Grammy em 2003 na categoria Melhor Álbum de Comédia Falada.

## Faixas
| N.º            | Título                                              | Notas               | Duração |  |
| 1.             | "Idiot Boyfriend"                                   | Gravação em estúdio | 3:54    |  |
| 2.             | "(I Can't Play) Basketball"                         | Gravação em estúdio | 2:46    |  |
| 3.             | "Drinking in the Woods"                             | Gravação em estúdio | 2:53    |  |
| 4.             | "Road Rage"                                         | Gravação em estúdio | 2:45    |  |
| 5.             | "Snowball"                                          | Gravação em estúdio | 2:05    |  |
| 6.             | "Hope Everyone Enjoyed Homecoming This Year"        | Stand-up ao vivo    | 0:22    |  |
| 7.             | "Troll Doll Celebrities"                            | Stand-up ao vivo    | 4:11    |  |
| 8.             | "Dorms, Shower Baskets & the Walk of Shame"         | Stand-up ao vivo    | 1:44    |  |
| 9.             | "Roommates"                                         | Stand-up ao vivo    | 1:37    |  |
| 10.            | "Hotplates, Four Digit Numbers & the Little Fridge" | Stand-up ao vivo    | 1:57    |  |
| 11.            | "Chris Rock Was My RA"                              | Stand-up ao vivo    | 1:40    |  |
| 12.            | "Gotta Get a Fake I.D."                             | Stand-up ao vivo    | 0:58    |  |
| 13.            | "Troll Doll Jingles"                                | Stand-up ao vivo    | 7:20    |  |
| 14.            | "Hammertime"                                        | Stand-up ao vivo    | 2:36    |  |
| Duração total: | Duração total:                                      | Duração total:      | 36:48   |  |

## Créditos
- Jimmy Fallon – guitarra, gaita, vocais
- Gerard Bradford – guitarra, vocais de fundo
- Mark Ronson – baixo, teclados, vocais de fundo
- Justin Stanley – bateria, teclados, vocais de fundo
- Peter Iselin – teclado em "Drinking In The Woods"
- Nadia Dajani – vocais de fundo em "(I Can't Play) Basketball"